# 本杰明·斯托德特
本杰明·斯托德特（Benjamin Stoddert，1751年月日—1813年12月13日），美国商人、政治家，联邦党人，曾任美国海军部长（1798年-1801年）。